# Vivere o morire
Vivere o morire è il secondo album in studio del cantautore italiano Motta, pubblicato in streaming online il 6 aprile 2018 e anticipato da due singoli pubblicati in streaming nelle settimane precedenti: Ed è quasi come essere felici (il 26 gennaio 2018) e La nostra ultima canzone (il 6 marzo 2018). L'opera riceve il Premio Lunezia Elite per le qualità musical-letterarie. 
Fin dal primo momento l'album si guadagna numerosi apprezzamenti su riviste di settore più o meno affermate.
Il disco si è aggiudicato la Targa Tenco 2018 nella categoria "Miglior disco in assoluto".

## Tracce
Testi e musiche di Francesco Motta.
1. Ed è quasi come essere felice – 4:56
2. Quello che siamo diventati – 3:15
3. Vivere o morire – 4:41
4. La nostra ultima canzone – 3:03
5. Chissà dove sarai – 3:04
6. Per amore e basta – 2:37
7. La prima volta – 3:35
8. E poi ci pensi un po' – 4:22
9. Mi parli di te – 3:29

## Formazione
- Francesco Motta – voce, cori, chitarra elettrica, chitarra acustica, basso, percussioni, pianoforte, tastiere, sintetizzatore, organo Hammond, celesta, clavicembalo elettrico, melodica, marimba, programmazione
- Mauro Refosco – percussioni
- Cesare Petulicchio – batteria
- Leonardo Milani – pianoforte, melodica, celesta, programmazione
- Taketo Gohara – percussioni, banjo, vibrafono, programmazione
- Stabber – programmazione
- Ettore Bianconi – programmazione
- Tommaso Novi – sintetizzatore
- Roberto Angelini – lap steel guitar
- Andrea Appino – chitarra elettrica
- Giorgio Maria Condemi – chitarra elettrica
- Alessandro "Asso" Stefana – chitarra elettrica
- Federico Camici – basso acustico
- Mauro Ottolini – trombone, tromba, flicorno soprano
- Francesco Pellegrini – fagotto
- Vincenzo Vasi – theremin
- Alice Motta – cori
- Carolina Crescentini – cori
- Stefano Nanni – arrangiamento archi
- Andrea Ruggiero – violino
- Alberto Mina – violino
- Mia Shiozaki – violino
- Andrea Bossone – viola
- Luca Peverini – violoncello
- David Barsotti – coordinatore orchestrale

## Classifiche
| Classifica | Posizione massima |
| ---------- | ----------------- |
| Italia     | 5                 |